# خوسيه فيليكس غيريرو
خوسيه فيليكس غيريرو (بالإسبانية: José Félix Guerrero) (23 أغسطس 1975 في إسبانيا - ) هو لاعب كرة قدم إسباني في مركز الوسط. شارك مع منتخب إسبانيا تحت 16 سنة لكرة القدم ومنتخب إسبانيا تحت 17 سنة لكرة القدم ومنتخب إسبانيا تحت 18 سنة لكرة القدم ومنتخب إسبانيا تحت 19 سنة لكرة القدم ومنتخب إسبانيا تحت 21 سنة لكرة القدم ومنتخب إسبانيا تحت 23 سنة لكرة القدم. أما مع النوادي، فقد لعب مع أتلتيك بيلباو ب وأتلتيك بيلباو وراسينغ سانتاندير وريال سوسيداد ونادي إيبار ونادي بورغوس.

## وصلات خارجية
- خوسيه فيليكس غيريرو على موقع قاعدة بيانات كرة القدم.إي يو (الإنجليزية)